# Valders
Valders és una població dels Estats Units a l'estat de Wisconsin. Segons el cens del 2000 tenia 948 habitants.

## Demografia
Segons el cens del 2000, Valders tenia 948 habitants, 375 habitatges, i 258 famílies. La densitat de població era de 362,4 habitants per km².
Dels 375 habitatges en un 37,1% hi vivien nens de menys de 18 anys, en un 55,7% hi vivien parelles casades, en un 8,3% dones solteres, i en un 31,2% no eren unitats familiars. En el 28,3% dels habitatges hi vivien persones soles el 13,3% de les quals corresponia a persones de 65 anys o més que vivien soles. El nombre mitjà de persones vivint en cada habitatge era de 2,52 i el nombre mitjà de persones que vivien en cada família era de 3,1.
Per edats la població es repartia de la següent manera: un 28,9% tenia menys de 18 anys, un 8,1% entre 18 i 24, un 30,8% entre 25 i 44, un 19,6% de 45 a 60 i un 12,6% 65 anys o més.
L'edat mediana era de 33 anys. Per cada 100 dones de 18 o més anys hi havia 98,8 homes.
La renda mediana per habitatge era de 45.167 $ i la renda mediana per família de 55.714 $. Els homes tenien una renda mediana de 36.429 $ mentre que les dones 24.440 $. La renda per capita de la població era de 19.691 $. Aproximadament el 0,8% de les famílies i el 3% de la població estaven per davall del llindar de pobresa.

## Poblacions més properes
El següent diagrama mostra les poblacions més properes.